# Dobashi Hiroyuki
Hiroyuki Dobashi (sinh ngày 27 tháng 11 năm 1977) là một cầu thủ bóng đá người Nhật Bản.

## Sự nghiệp câu lạc bộ
Hiroyuki Dobashi đã từng chơi cho Ventforet Kofu, Matsumoto Yamaga FC và AC Nagano Parceiro.